# Division d'Honneur 1945-1946
La Division d'Honneur 1945-1946 è stata la 43ª edizione della massima serie del campionato belga di calcio disputata tra il 26 agosto 1945 e il 2 giugno 1946 e conclusa con la vittoria del KV Mechelen, al suo secondo titolo.

## Formula
La federazione decise di annullare le retrocessioni dei campionati organizzati sotto l'occupazione nazista, tuttavia alcuni club finanziariamente disastrati declinarono il regalo.
Le partecipanti furono così 19 e disputarono un turno di andata e ritorno per un totale di 36 partite.
Le ultime due classificate retrocedettero in Division 1.

## Classifica finale
| Pos. | Squadra                     | G  | V  | N  | P  | GF  | GS | Punti |
| ---- | --------------------------- | -- | -- | -- | -- | --- | -- | ----- |
| 1    | KV Mechelen                 | 36 | 25 | 6  | 5  | 108 | 41 | 55    |
| 2    | Anversa                     | 36 | 21 | 8  | 7  | 96  | 44 | 49    |
| 3    | R.S.C. Anderlecht           | 36 | 20 | 10 | 6  | 94  | 69 | 46    |
| 4    | Racing Club Bruxelles       | 36 | 17 | 11 | 8  | 71  | 53 | 42    |
| 5    | White Star Woluwé F.C.      | 36 | 16 | 13 | 7  | 76  | 73 | 39    |
| 6    | R.F.C. de Liège             | 36 | 14 | 12 | 10 | 81  | 66 | 38    |
| 7    | K Berchem Sport             | 36 | 15 | 13 | 8  | 87  | 81 | 38    |
| 8    | Royale Union Saint-Gilloise | 36 | 15 | 14 | 7  | 69  | 71 | 37    |
| 9    | Eendracht Alost             | 36 | 12 | 12 | 12 | 65  | 80 | 36    |
| 10   | K.A.A. Gent                 | 36 | 16 | 16 | 4  | 67  | 66 | 36    |
| 11   | K Boom FC                   | 36 | 12 | 14 | 10 | 64  | 71 | 34    |
| 12   | CS La Forestoise            | 36 | 13 | 17 | 6  | 66  | 70 | 32    |
| 13   | K Saint-Nicolas SK          | 36 | 13 | 17 | 6  | 47  | 67 | 32    |
| 14   | Standard Liegi              | 36 | 14 | 18 | 4  | 77  | 94 | 32    |
| 15   | Lierse S.K.                 | 36 | 12 | 17 | 7  | 75  | 97 | 31    |
| 16   | R. Beerschot AC             | 36 | 12 | 17 | 7  | 56  | 80 | 31    |
| 17   | Olympic Charleroi           | 36 | 11 | 17 | 8  | 52  | 73 | 30    |
| 18   | Tilleur FC                  | 36 | 10 | 18 | 8  | 35  | 53 | 28    |
| 19   | Cercle Brugge K.S.V.        | 36 | 7  | 25 | 4  | 55  | 92 | 18    |

G = Partite giocate; V = Vittorie; N = Nulle/Pareggi; P = Perse; GF = Goal fatti; GS = Goal subiti; 